# 흰줄납줄개
흰줄납줄개(Rhodeus ocellatus)는 잉어과 납줄개속에 속하는 민물고기이다. 대한민국, 일본, 중국, 대만 등지에 서식한다. 대한민국 밖의 나라에서는 R. notatus를 이 종의 이명으로 보는데 비하여, 대한민국에서는 떡납줄갱이의 이명으로 취급한다. 망성어, 흰납줄개 라고 불린다.

## 형태
몸통은 얄팍하며 몸 높이가 높다. 주둥이는 튀어나왔고 입은 작다. 입수염은 없으며 눈은 비교적 큰 편이다. 등은 동그랗고 옆줄은 몸통 앞부분에만 있다. 몸 가운데에서 꼬리 지느러미 시작부분까지 앞뒤가 뾰족한 청록색 가로줄이 있다. 등 앞부분은 청록색을 띤다.

## 생활
수초가 많고 천천히 흐르는 하천의 중,하류나 호수, 저수지 등에서 산다.

## 먹이
수서곤충, 실지렁이, 규조류 등을 먹는다.